# Комплекс будинків жіночої гімназії та чоловічого реального училища (Оріхів)
Комплекс будинків жіночої гімназії та чоловічого реального училища (Оріхів) – пам'ятка архітектури місцевого значення, охоронний номер 4319-Зп. 

## Історія
Двоповерхову початкову школу для хлопчиків у м. Оріхові збудували протягом 1880-1881 років.
17 жовтня 1906 року на базі початкової школи було відкрите чоловіче реальне училище (з технічним нахилом). В училищі викладали історію, математику, іноземні мови; проводились уроки хорового співу, гімнастики. Крім цього, реалісти вивчали токарну та столярні справи.
Двокласне жіноче Олександро-Маріїнське училище було відкрито в Оріхові  у 1893 році, у 1897 році для нього збудована окрема будівля. З 1902 року термін навчання для дівчат був збільшений до чотирьох років, а 30 жовтня 1906 року було відкрито першу жіночу гімназію. 
В подальшому в будівлі розташовувалась міська середня школа.
У 2003 році відбулася реорганізація – об’єднання з колишнім чоловічим реальним училищем у навчально-виховний комплекс №2, якому у 2010 році було присвоєно ім’я академіка Всеволода Лазаряна, уродженця Оріхова.

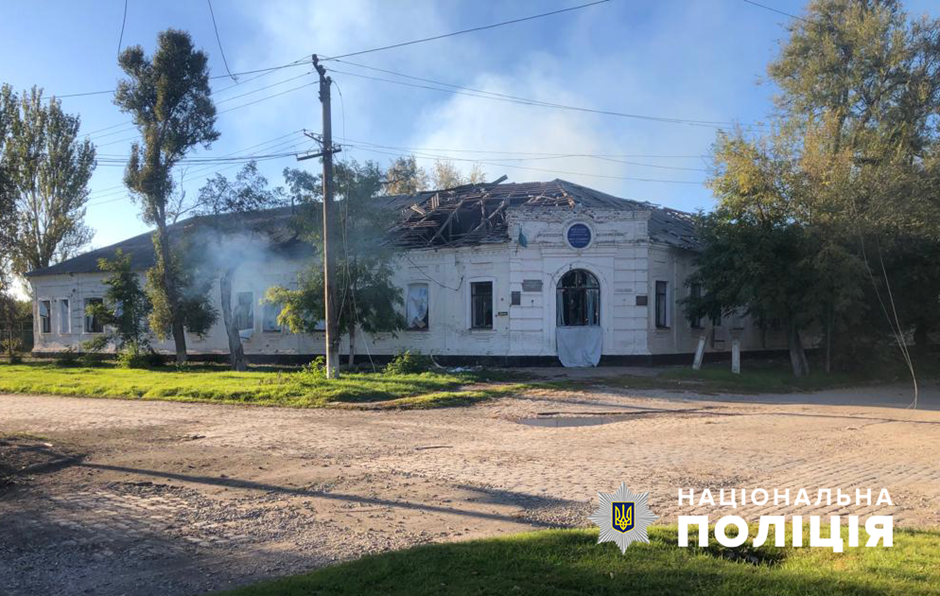
Будівля після обстрілу 2022 року

## Руйнування
19 жовтня 2022 року комплекс будинків був зруйнований російським обстрілом.